# エキゾーストマニホールド

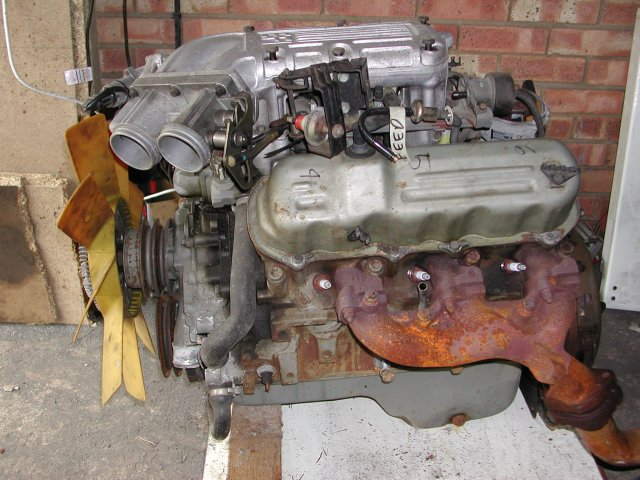
フォード・コロウンV6エンジンを左側から見たところ。錆びている鋳鉄製の3in1形エキゾーストマニホールドが見える。

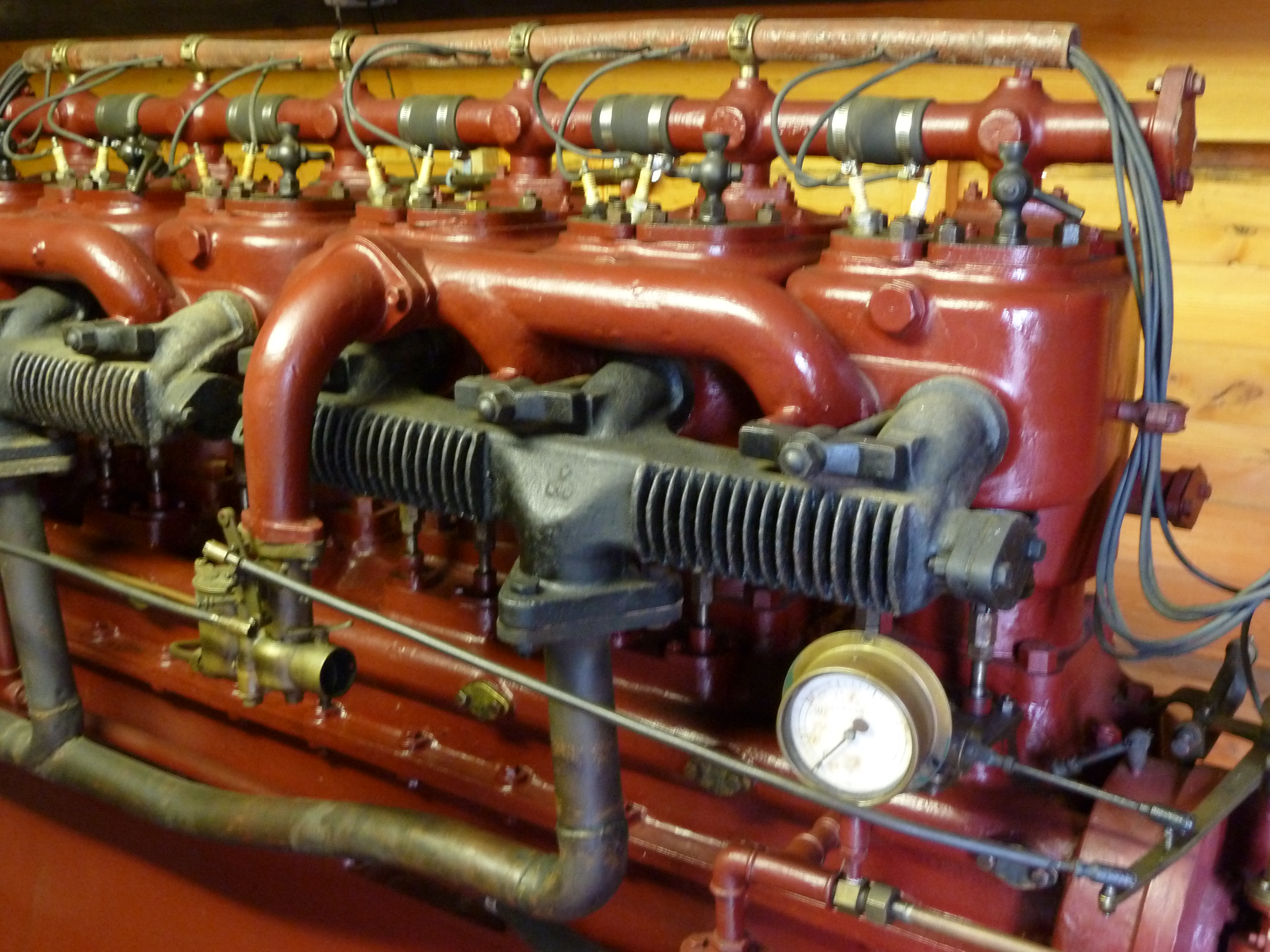
発電用エンジンのエキゾーストマニホールド。

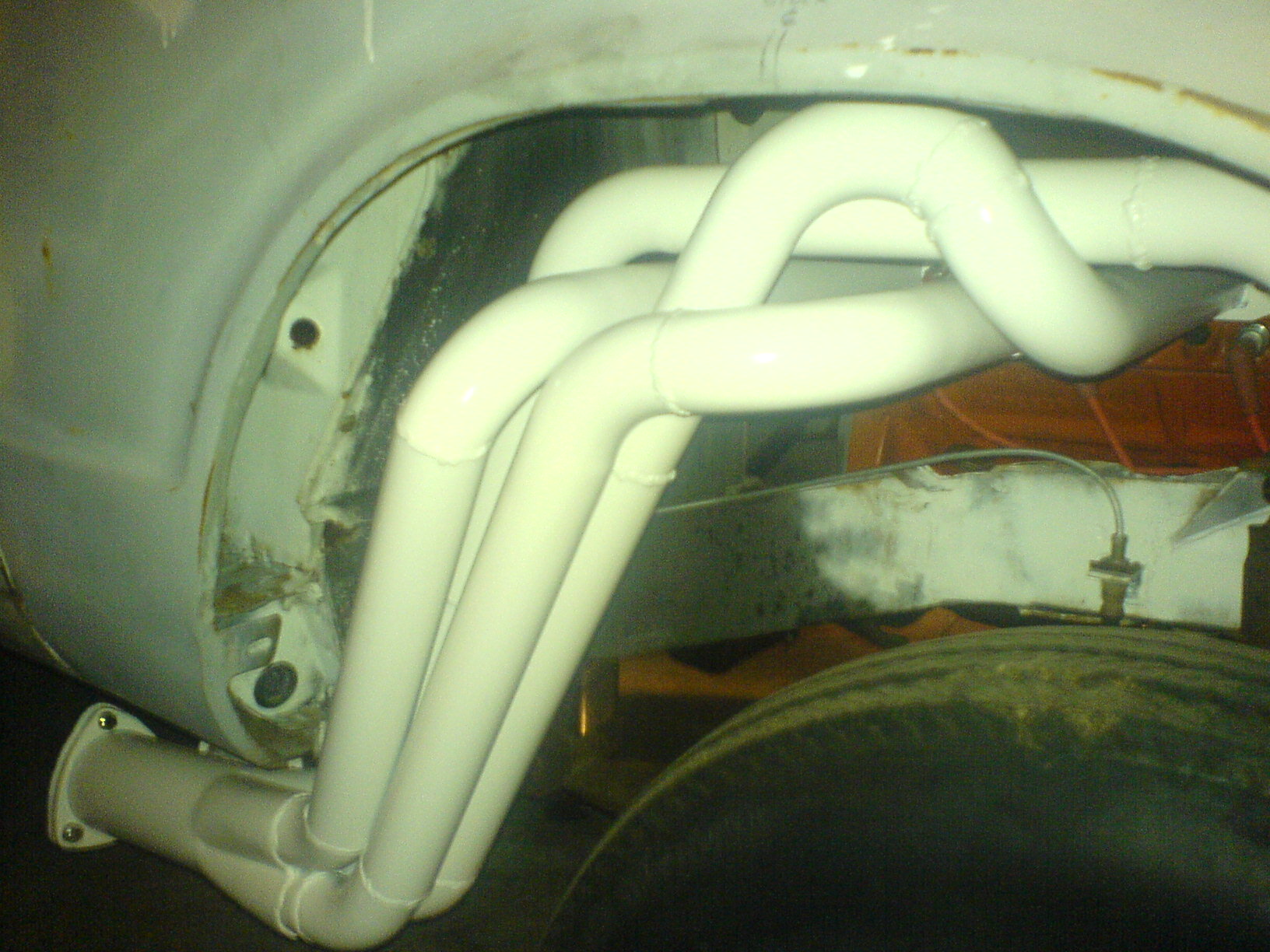
クライスラー・440 Max Wedgeエンジンのエキゾーストマニホールド。

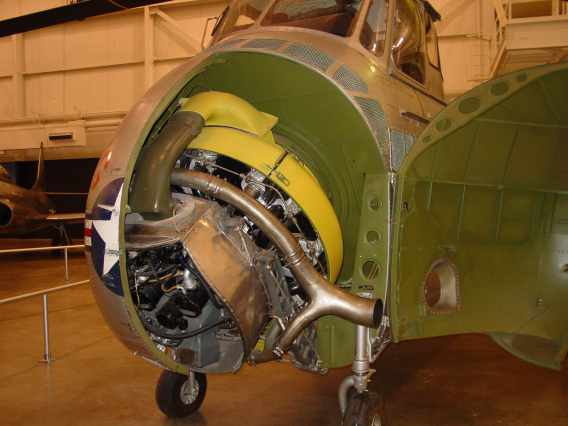
シコルスキー_H-19のエキゾーストマニホールド

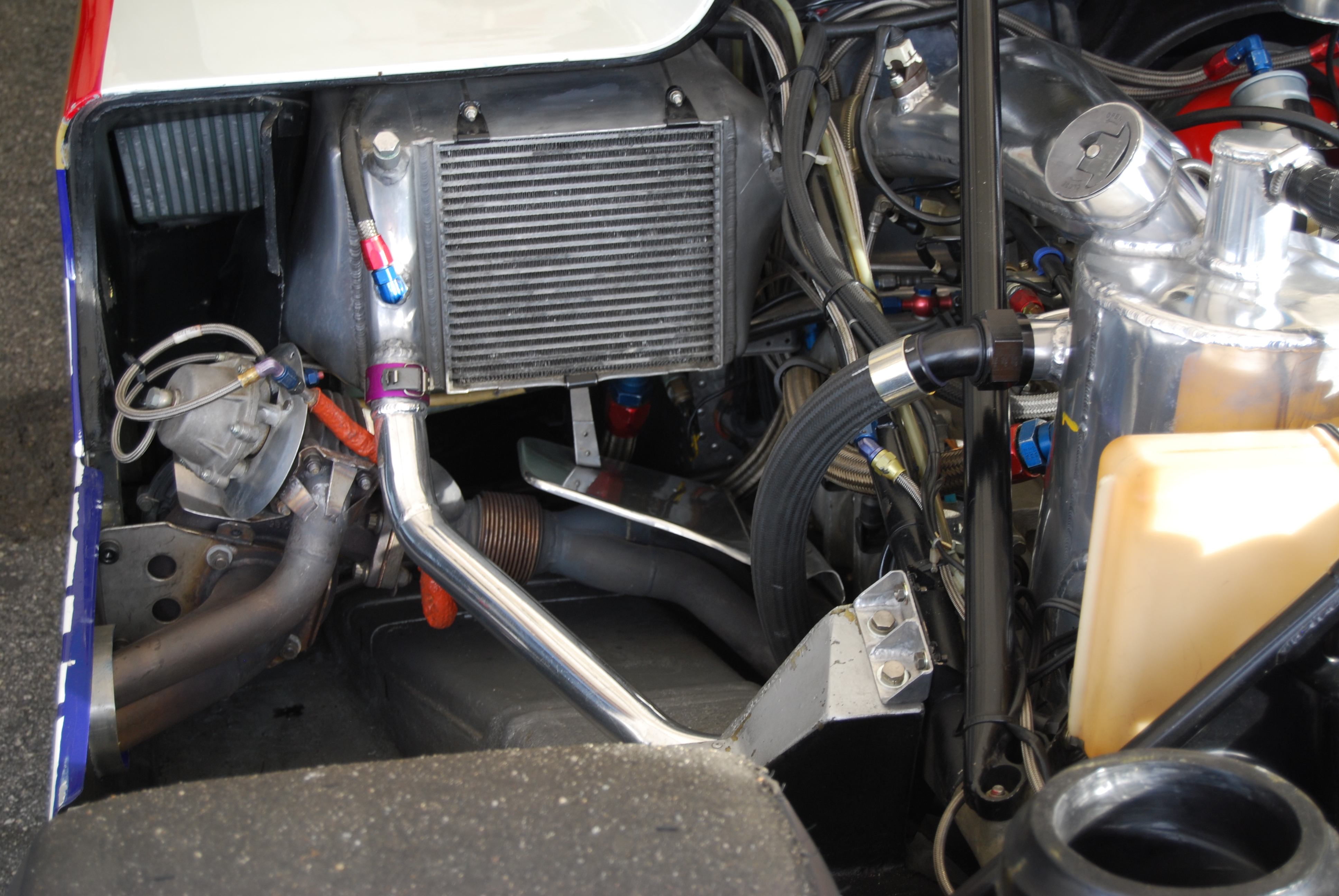
遮熱板が付けられたエキゾーストマニホールド

エキゾーストマニホールド（英: Exhaust manifold）は、内燃機関における排気管のうち複数の排気流路を1つにまとめる多岐管（manifold）である。日本語ではエキマニやタコ足と俗称される場合もある。イギリス英語ではexhaust extractors、アメリカ英語ではexhaust headersとも呼ばれ、それぞれextractorsあるいはheadersと略される場合もある。
エキゾーストマニホールドは各気筒間の排気干渉を避けるために存在する。しかしながら、現代の自動車では排気ガスの温度が高い位置に触媒コンバータを配置する必要があり、エキゾーストマニホールドは邪魔な存在である。直列3気筒エンジンは燃焼の間隔が広いため排気干渉が起きず、エキゾーストマニホールドは不要である。一方で、直列4気筒エンジン車の多くは、バルブオーバーラップ時の吹き抜けを抑え、実用域のトルクを確保するため、「4-2-1」レイアウトのエキゾーストマニホールドを採用している。

## 概要
エキゾーストマニホールドはエンジンから排出される燃焼ガスが最初に通る部位であり、複数の排気ポートに接続されるヘッダーパイプと、複数のヘッダーパイプを集合させるコレクターからなり、一般的に高温となり、エンジンの振動も強く伝わることから鋳鉄や炭素鋼、ステンレス鋼などで作られている。複数のヘッダーパイプを1度にまとめる組み合わせのほか、段階的に合流させる設計もある。組み合わせ方や各ヘッダーの長さに応じてエンジンの出力特性や排気音が変化する。排気の熱を受けて高温になると輻射熱を発生するため、周囲に熱の悪影響を及ぼさないようにグラスウールを利用した断熱材が巻かれる場合や金属製の遮熱板が取り付けられる場合、あるいは外側表面にセラミックコーティングが施される場合がある。
自動車用の量産品では生産が容易で熱容量の大きな鋳鉄製が一般的であったが、軽量化や、日本では特に厳しさを増す自動車排出ガス規制への対応から、触媒（ガソリンエンジンでは三元触媒、ディーゼルエンジンでは酸化触媒）に始動直後からの即効性が求められるようになり、薄肉で温度上昇が早く温度管理に有利なステンレス鋼管製に移行している。排気と触媒温度を保つために薄肉ステンレスプレスの二重管を使うものも増えている。自動車のエンジンルームは他機器も密集しており、エンジン直近の部品ともあって交換やメンテナンス作業は比較的煩雑となる。
これに対し、自動車用アフターパーツとして製造販売されている製品では鋼管製やステンレス鋼管製が一般的で、鋳鉄製のものは鋳型のコストがかかるため生産量が少ないアフターパーツではあまり製造されない。鋼管の加工方法にはパイプベンダーを使った「機械曲げ」と、管の中に砂を詰めてバーナーで赤熱させて曲げる「手曲げ」がある。機械曲げは単位時間あたりの製作数が多く単価を抑えられる利点があり、手曲げは屈曲部の内径が減少しにくい利点がある。あるいは、曲がり部分を細かく分割し、斜めに切断した直管を組み合わせて溶接して制作する方法もある(いわゆるエビ管)。また、ほとんどの純正品が触媒一体型であるため、交換後の触媒能力と音量について法規制以内に収める必要がある。エキゾーストマニホールドはガソリン・ディーゼル問わず全ての自動車に装着が義務付けられているわけではなく、ごく稀に非装着の車種が存在する。その場合排ガスの浄化性能は向上するが、排気ガスが直接マフラーに流れるため、トルクが細くなるというデメリットがある。

## 排気干渉
エキゾーストマニホールドのヘッダーパイプの長さや径だけでなく、集合させる組み合わせによってもエンジン特性が変化する。大きく分けると、排気干渉を積極的に利用して掃気効率を高める設計と、排気干渉を利用せずに掃気効率を高める設計がある。エンジンの特性を競技車、スポーツカー、エコカー向けにするかで設計は大きく変わってくる。
排気ポートから排気が行われると、排気管内には圧力波が生じて管内を往復する、排気脈動と呼ばれる現象が起こる。エキゾーストマニホールド内では、1つのシリンダで発生した排気脈動は集合部で反射波となって別のシリンダの排気ポートへ到達するが、排気ポートを開くタイミングで排気脈動の負圧が到達するようにヘッダーパイプの長さを調整すると、掃気を促し新気の充填効率を高くすることができる（プレッシャーウェーブ・スーパーチャージャー）。一方で、掃気の終盤で圧力波の高圧部分が排気ポートに到達すると新気の吹き抜けを抑える。
4気筒エンジンでは、排気干渉を利用して掃気効率を上げる設計として、4本から2本、2本から1本へと段階的に集約する「4-2-1」レイアウトが利用されることが多い。一方、排気効率を優先する場合は等長ヘッダーパイプによる「4-1」レイアウトが組み合わされる。これは乾燥重量の低減（軽量化）にも利点がある。シリンダーから集合部までの距離が長い4-2-1レイアウトは通常の道路を走行する際に利用される中低速域でのトルクや燃費に優れ、シリンダーからの距離が短い4-1レイアウトは高回転を多く利用するレース車両に向いている。オートバイの4気筒エンジンの場合、かつてはエキゾーストマニホールドを設けずに各シリンダーから1本ずつに分かれたままの排気管を採用していたが、現在では4-1レイアウトと4-2-1レイアウトが主流である。
「タコ足」という呼称は、各排気ポートから集合部までを長さを等長化する際に、狭いスペースの中で、排気の抵抗となるような屈曲を避け、しかも長さを稼ぐ必要からうねるような曲がりが付き、それがタコの足のような形状になることに由来している。
水平対向エンジンはシリンダーヘッドが左右に離れており、直列やV型と比べて排気管の取り回しで不利となる。富士重工業（現・SUBARU）初の市販小型乗用車であるスバル・1000（1966年 - 1969年）には等長等爆のエキゾーストを持つ水平対向4気筒エンジンが搭載されたが、後継のスバル・ff-1（1969年 - 1970年）では排気管を左右毎にまとめる安価な構造を採用したため不等長となり、排気干渉が生じた。排気干渉はエンジンの出力、トルク、レスポンスの低下など不利益が大きいものの、排ガス規制を通過させるために必要な触媒が大きかった事や、エンジン内のレイアウトが理由で不等長エキゾーストマニホールドが使われ続けた。その後、2代目レガシィの一部の自然吸気エンジンが等長エキゾーストを採用し、4代目レガシィではターボエンジンも含めて等長等爆のエキゾーストマニホールドに統一された。一方で、この排気干渉が原因で生じる「ドコドコ」という排気音は、「ボクサーサウンド」として一部のスバル車愛好家に好まれている。

## マニ割り

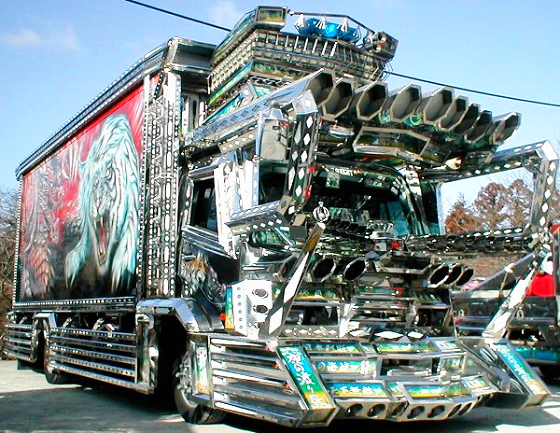
デコトラ

日本のデコトラやバニングにおいては、集合管であるエキゾーストマニホールドを意図的に2分割する事で、排気音を大幅に変化させる改造が行われる事が多く、これをマニ割り（まにわり）と呼ぶ。
ディーゼルエンジンを搭載する貨物自動車（トラック）においては、旧来の大型自動車ではV型8気筒以上の多気筒エンジンを搭載する車両が多く、マフラー交換のみでアメリカ車におけるクロスプレーンクランクシャフトのV型8気筒特有の排気音（バブリーサウンド）に近づける事ができた。しかし、近年のトラックでは車格を問わず直列6気筒や直列4気筒の採用が大半を占めるため、これらの排気音をV型8気筒に出来るだけ近づける目的でデコトラチューナーの間でマニ割りが編み出されたものとされる。
具体的には、直列4気筒の場合は4-1のエキゾーストマニホールドの1気筒分を切断加工して3-1とし、残る1気筒に独立したマフラーを装着してデュアルマフラーとする事が多く、直列6気筒の場合は6-1のエキゾーストマニホールドの1気筒分を切断加工して5-1と1気筒のデュアルマフラーとする事が多い。分割されたエキゾーストマニホールドの多気筒側はエンジンブレーキの際に笛が鳴る様な排気音（俗に「鳴き」と呼ばれる）を発し、単気筒側は加速の際に太鼓を叩く様な排気音（俗に「叩き」と呼ばれる）を発するため、双方のマフラーはそれぞれ「鳴き」や「叩き」を強調するよう設計されたものが装着される。チューナーによっては直列4気筒では2-1+2-1、直列6気筒では4-1+2-1といった形態でマニ割りが行われる場合もある。なお、マニ割りは理論上はガソリンエンジンでも行えるが、ディーゼルエンジンと比較して常用回転数域が高いため、ディーゼルエンジンのような極端な排気音の変化は起こしにくい。
またディーゼルエンジンであっても、ターボチャージャー装着車で行われることもほとんどなく、ほぼ全てが自然吸気エンジンで行われる。
しかし、マニ割りは排気効率や本来のエンジン性能に即したエキゾーストマニホールド形状を無視した改造となるため、多くの場合独特の排気音の獲得と引き換えにエンジン性能が低下し、最高速度の低下や燃費の悪化などのドライバビリティの低下や、排気騒音の増大により車検に不合格となったり、公道走行中に交通警察に保安基準違反として検挙されるリスクが発生する。特に平成17年排出ガス規制以降の車両は、ターボチャージャー装着車がほとんどであること、ディーゼル微粒子捕集フィルター（DPF）や尿素SCRシステムなどの排ガス対策機器が装備されてエンジンの電子制御が進んだことなどから、マニ割りを行った上で排ガス検査を通過する事は難しい。

### アメリカにおける類似事例

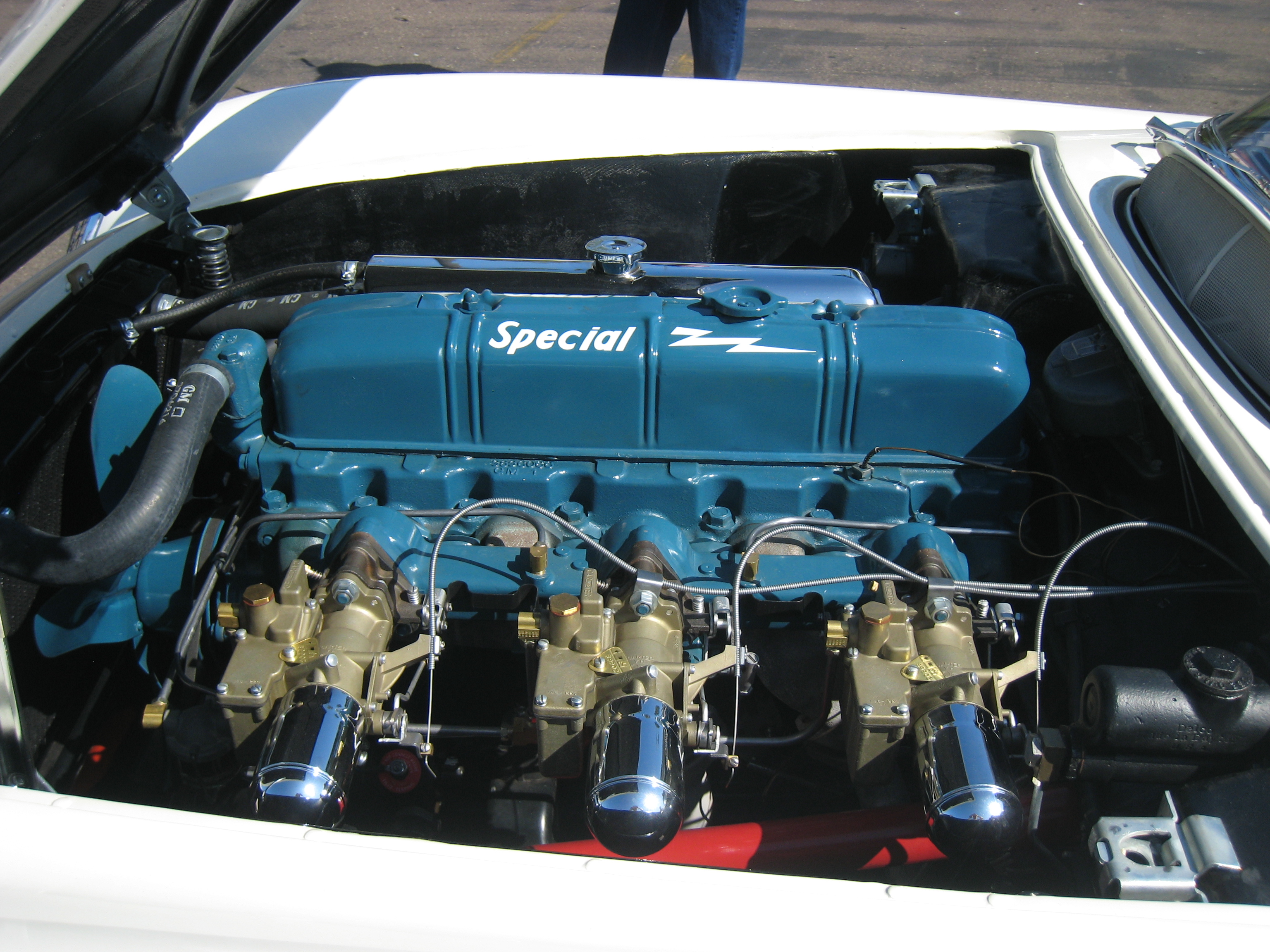
1953年式コルベットのブルー・フレイムエンジン。本来は大衆車向けのターンフローエンジンを150 PSまで向上させるために、ハイリフトカムシャフトや三連装キャブレター、スプリット・ヘッダーが装備された。

アメリカ合衆国におけるピックアップトラックのローライダーやホットロッド等では、日本のマニ割りに類似した分割型エキゾーストマニホールドを用いてデュアルマフラーとする改造が行われる事がある。ただし、純正エキゾーストマニホールドを直接改造する日本のデコトラとは異なり、米国のアフターマーケット市場では、古くから改造部品としてスプリット・ヘッダーと呼ばれる分割型エキゾーストマニホールドが販売されており、多くはこれらを用いる事で改造が行われる。スプリット・ヘッダーは1960年代以前の直列6気筒や直列4気筒を搭載したシボレーやクライスラーの車種（シボレー・アドバンス・デザインなど）で用いられ、6-1または4-1のエキゾーストマニホールドを半分に分割したものを装着する事が多い。純正エキゾーストマニホールドでスプリット・ヘッダーを製作する場合には、4-1または6-1の中間部分にもう一つ排気口を設ける加工を行う。
アメリカにおけるスプリット・ヘッダーの発祥は古く、1953年に登場したC1型シボレー・コルベットに搭載される235立方インチ「ブルー・フレイム」エンジンが、市販車では初の事例であるとされている。これより後年のV型8気筒やV型6気筒エンジン搭載車では、左右のシリンダーバンクの排気を集合させる「Hパイプ」または「Xパイプ」と呼ばれる部品を取り外し、左右シリンダーバンクの排気を独立してデュアルマフラーで排気する改造が行われる事がある。しかし、HパイプやXパイプは排気音の静粛化や排気脈動を利用した排気効率の向上（エンジン性能の向上）に大きく寄与するものであり、これの取り外しは排気音の増大以外の効能が得られず、エンジン性能自体が低下してしまうため、アメリカのチューニングカー業界ではあまり好まれない手法とされる。